# بنية بروتين ثالثية

بنية البروتين الثالثية هي تطوي ثلاثي الأبعاد لبروتينٍ، ويحتوي على سلسلة عديد ببتيد وحيدة «فقرية» مع بنية ثانوية واحدة أو أكثر (نطاقات بروتينة). يمكن أن تتآثر سلسلة عديد الببتيد وتترابط بطرق عديدة حيث تحدد هذه التآثرات مع روابط السلاسل الجانبية البنية الثالثية لهذا البروتين. تُعرَّف بنية البروتين الثلاثية بواسطة إحداثياتها الذرية، يمكن أن تشير الإحداثيات إلى نطاق بروتين أو إلى البنية الثالثية ككل.. يمكن لعدد من البنيات الثالثية التطوي إلى بنى رابعية.

## تاريخ
تطور علم البنية الثالثية للبروتين من مجرد نظرية إلى تعريف مفصل، فكان إميل فيشر أول من اقترح أن البروتينات مكونة من سلاسل عديدات الببتيد وسلاسل أحماض أمينية جانبية، وقامت دوروثي مود رينش باستخدام الهندسة الرياضية في التنبؤ ببنيات البروتين، أثبتت رينش ذلك بنموذج السيكلول الذي كان أول تنبؤ ببنية بروتين كروي. يمكن للطرق الحالية تحديد -بلا تنبؤ- البنيات الثالثية إلى حدود 5 أنغستروم (0.5 نانومتر) للبروتينات الصغيرة (أقل من 120 وحدة) وتؤكد -تحت الشروط المثالية- تنبؤات البنى الثنائية لهذه البروتينات.

## محددات
لدى البروتينات الكروية جسم من وحدات أحماض أمينية كارهة للماء ومنطقة سطحية من وحدات معرَّضَة للماء، مشحونة، محبة للماء. يمكن لهذا الترتيب تحقيق استقرار التآثرات داخل البنية الثالثية، على سبيل المثال في البروتينات المُفرَزة -والتي لا تكون مغمورة في السيتوبلازم- تساعد روابط ثنائي الكبريتيد بين وحدات السيستئين في الحفاظ على البنية الثالثية. توجد صفات مشتركة بين البنيات الثالثية المستقرة لوحظت لدى بروتينات مختلفة في الوظيفة والتطور، فمثلا برميل TIM -المسمى على الإنزيم مصاوغة التريوز فسفات- هو بنية ثالثية شائعة وذلك لأنها بنية مستقرة للغاية، ثنائية الوحدات، وذات لفة ملتفة. ومنه يمكن تصنيف البروتينات حسب البنى التي تتخذها، من بين قواعد بيانات البروتينات التي تعتمد على مثل على التصنيف توجد: (سكوب، SCOP) و(كاث، CATH)

### الاستقرار والحالات الواطنة
الحالة الواطنة أو هيئة التشكل الطبيعية هي البنية النموذجية التي يتخذها البروتين في المحيط الخلوي.

### بروتينات الشابرون
يُفترض بشكل شائع أن الحالة الواطنة لبروتين ما هي كذلك الأكثر استقرارا ثرموديناميكيا وأن البروتين سيبلغ حالته الواطنة - نظرا لحركية تفاعله- قبل أن تتم ترجمته. تساعد بروتينات الشابرون في سيتوبلازم الخلية عديدات الببتيد المخلقة حديثا على اتخاذ حالتها الواطنة، بعض الشابرونات متخصصة جدا في عملها -على سبيل المثال مصاوغة بروتين ثنائي الكبريتيد- وبعضها ذات وظيفة عامة ويمكن أن تساعد معظم البروتينات الكروية، مثلا نظام بروتينات GroEL/GroES لدى بدائيات النوى ونظيره لدى حقيقيات النوى بروتينات الصدمة الحرارية (نظام Hsp60/Hsp10).

### حبوس حركية
يمكن لحركيات الطي أن تحبس البروتين في بنية عالية الطاقة، ويمكن أن تساهم هذه البنية عالية الطاقة في وظيفة البروتين. على سبيل المثال: بروتين إنفلونزا الراصة الدموية عبارة عن سلسلة عديد ببتيد واحدة حين يتم تفعيلها تُقص عبر التحلل البروتيني لتشكل سلسلتي عديد ببتيد تتخذان بنيات عالية الطاقة، وحين ينخفظ الأس الهيدروجيني يخضع البروتين لإعادة ترتيب في البنية مفضلة طاقويا والتي تسمح له باختراق غشاء خلية المضيف.

### شبه الاستقرار
بعض البنيات البروتينية الثالثية يمكن أن تتواجد في حالات لمدة طويلة ليست هي الحالة المتوقعة أن تكون الأكثر استقرارا، على سبيل المثال: العديد من مثبطات بروتياز السيرين تبدي شبه الاستقرار هذا. وتخضع لتغير في البنية حين تُقطع حلقة البروتين بواسطة بروتياز.

### محيط سيتوبلازمي
يعتمد التنبؤ ببنية البروتين الثالثية على معرفة بنية البروتين الأولية ومقارنة البنيات الممكنة المتنبَّئ بها مع بنيات ثالثية معروفة في بنك بيانات البروتينات، وهذا لا يَؤخذ في الحسبان سوى أن المحيط السيتوبلازمي الموجود أثناء تخليق البروتين هو مماثل إلى حد ما للمحيط السيتوبلازمي الذي أثر على بنية البروتينات المسجلة في بنك بيانات البروتينات.

### ارتباط الربائط
بنية البروتين -كمثال الإنزيم- يمكن أن تتغير حين ترتبط بربائطها الطبيعية مثل عامل مرافق. في هذه الحالة بنية البروتين المرتبطة بربيطة تعرف ببنية هولو والبنية غير المرتبطة تعرف ببنية أبو (apo structure).